# Ельжбецин (Ґраєвський повіт)
Ельжбецин (пол. Elżbiecin) — село в Польщі, у гміні Граєво Ґраєвського повіту Підляського воєводства.
Населення — 24 особи (2011).
У 1975-1998 роках село належало до Ломжинського воєводства.

## Демографія
Демографічна структура станом на 31 березня 2011 року:
|          | Загалом | Допрацездатний вік | Працездатний вік | Постпрацездатний вік |
| -------- | ------- | ------------------ | ---------------- | -------------------- |
| Чоловіки | 10      | 2                  | 6                | 2                    |
| Жінки    | 14      | 6                  | 7                | 1                    |
| Разом    | 24      | 8                  | 13               | 3                    |